# دان غاسبار
دان غاسبار هو لاعب كرة قدم ومدرب كرة قدم برتغالي، ولد في 27 أغسطس 1955 في South Glastonbury Historic District ‏ في الولايات المتحدة.